# Рутвиця гачкувата
Рутвиця гачкувата (Thalictrum uncinatum) — вид квіткових рослин з родини жовтецевих (Ranunculaceae). Синонім: Thalictrum podolicum Lecoy..

## Біоморфологічна характеристика
Це багаторічна трав'яна рослина 10–40 см заввишки, кореневище вкорочене. Стебло прямовисне, напіврозеткове. Листки 2–3-пірчасторозсічені; стеблові листки дрібніші. Квітки білі чи блідо-рожеві, зібрані у щиткоподібну волоть.

## Поширення
Поширення: Угорщина, Словаччина, Україна, Росія.
В Україні вид росте на вапняках — у західному Лісостепу, зрідка. У ЧКУ має статус «рідкісний»